# Музикален албум
Вижте пояснителната страница за други значения на албум.
Под албум в музикалната индустрия се разбира музикален носител, на който, за разлика от сингълa, има повече произведения на един композитор, изпълнител или музикална група, които обикновено са събрани под някаква тема. Музикалният носител, който е по-малък от албума, но е по-голям от сингъла, се нарича EP.